# Saab 32 Lansen
Saab 32 Lansen er et svensk militærfly udviklet og produceret af Svenska Aeroplan Aktiebolaget, der fløj første gang 3. november 1952. Flyet blev fremstillet i forskellige konfigurationer, hvorfor flyet i Sverige blev benyttet i en jager-version, J 32B (Jakt), en jagerbomber-version, A 32A (Attack), og en rekognoscerings-version: S 32C (Spaning). Alle versioner havde altvejrs-kapacitet. Flyet havde en besætning på to personer placeret i tandem, hvor den ene var pilot og den anden fungerede som navigatør og radaroperatør. Flyet var i aktiv tjeneste i det svenske luftvåben fra 1955 til 1997. 

## Udvikling
Flyets udvikling blev igangsat på grundlag af en bestilling fra det svenske forsvar i 1948. Flyet skulle erstatte det svenske flyvevåbens propeldrevne bombefly Saab 18 og jagerflyet de Havilland Mosquito, men tildels også Saab 21 og Saab 21R., S 18 (rekognoscering) og J 30 (senere J 33) (natjager). Det var fra begyndelsen klart, at flyet skulle have pilformede vinger, hvilket dengang var en forholdsvis ny og uprøvet konstruktion. Sverige havde under krigsårene modtaget information fra nazityske dokumenter om teknikken og SAAB lod efter krigen ansætte ingeniører fra Messerschmitt, der skulle bidrage med deres ekspertise indenfor området. Det var meningen, at flyet skulle drives af en svensk motor, men man valgte i stedet den britiske Rolls-Royce Avon Mk 21.
Den første prototype fløj den 3. november 1952. Det tog yderligere et år før den næste prototype kom på vingerne. Efter fire prototyper var flyet klar til produktion, og SAAB ophørte med at producere Saab 29 Tunnan.
Flyet var 14,94 m langt med et vingespan på 13,0 meter. Jagerbomber-versionen 32A havde en lastkapacitet på 3.000 kg og en maksimal startvægt på 13,6 tons. Maksimal hastighed var 1.125 km/t (mach 0,91). Operativ rækkevidde for jagerfly-udgaven var 1.000 km. Stigeevne var 60 m/s med en tophøjde på 15.000 meter.
Jagerfly-versionen J 32B blev taget ud af tjeneste i 1970 og jagerbomber-versionen A 32A blev afløst af Viggen i 1978.

## Ulykker
Under årene 1955–1960 leverede SAAB i alt 447 fly til Flygvapnet. En tredjedel af disse havarerede under 25 års tjeneste, hvorved omkring 100 piloter og navigatører omkom (samt 7 civile i Vikbo). Ulykkerne skyldtes hovedsagelig tekniske fejl samt piloternes utilstrækkelige uddannelse i flyvning i mørke og dårligt vejr.

## Tilsvarende fly
- Dassault Mystère
- Grumman F-9 Cougar
- Hawker Hunter
- McDonnell F3H Demon
- Republic F-84F Thunderstreak

## Gallerier
SAAB 32A
- A 32A
- A 32A med våbenlast.
- A 32A s/n 32197 hos Flygvapenmuseum i Linköping 2007.
- A 32A s/n 32085 hos F 15 Flygmuseum i Söderhamn 2016.
- Saab 32A (A 32)

SAAB 32B
- J 32B
- Målsøgningsradar PS-42/A på J 32B.
- J 32B i J 32E konfiguration.
- J 32B s/n 32620 under Malmen airshow 2012.
- Saab 32B (J 32)

SAAB 32C
- S 32C Prototype
- S 32C
- S 32C
- S 32C
- Saab 32C (S 32

### Websites
- "The SAAB 29 Tunnan & SAAB 32 Lansen". airvectors.net. Hentet 15. august 2015.
- "Saab 32 Lansen". aef.se. Hentet 15. august 2015.
- "SAAB 32 Lansen - an overview". x-plane.org. Arkiveret fra originalen 1. maj 2015. Hentet 15. august 2015.